# 5 Years in a Livetime
5 Years in a LIVEtime (engl. für: „5 Jahre einer Lebenszeit“) ist das zweite Livevideo der US-amerikanischen Progressive-Metal-Band Dream Theater. Es enthält verschiedene Liveauftritte und Konzertausschnitte, Musikvideos der Band, „Hinter-den-Kulissen“-Material und Interviews mit den Bandmitgliedern. All diese Szenen stammen aus den fünf Jahren, die seit dem ersten Video der Band, Live in Tokyo, vergangen sind.

Das Video ist aus folgenden Videos, Konzerten etc. zusammengesetzt:
- Das Making-of ihres 1994 erschienenen Albums Awake
- Lieder der Waking-Up-the-World-Tour
- Teile des 1995 aufgenommenen Liveauftritts „Uncovered“-Show im „Ronnie Scott's Jazz Club“
- Das Making-of ihres 1997 erschienenen Albums Falling into Infinity
- Lieder der Touring-into-Infinity-Tour, unter anderem mit dem „Unplugged“ in Rotterdam und dem Paris-Konzert, welches auf dem Album Once in a LIVEtime zu hören ist
- Die Musikvideos zu den Liedern „Lie“, „The Silent Man“ und „Hollow Years“

Im Jahr 2004 wurde 5 Years in a LIVEtime auf DVD zusammen mit Images and Words: Live in Tokyo veröffentlicht. Dort sind zusätzlich Audiokommentare der Bandmitglieder zu hören.

## Titelliste
1. Burning My Soul
2. Cover My Eyes
3. Lie (Video Clip)
4. 6:00
5. Voices
6. The Silent Man (Video Clip)
7. Damage Inc. (mit Barney Greenway von Napalm Death, Originalinterpret: Metallica)
8. Easter (mit Steve Hogarth und Steve Rothery von Marillion, Originalinterpret: Marillion)
9. Starship Trooper (mit Steve Howe)
10. Hollow Years (Video Clip)
11. Puppies on Acid
12. Just Let Me Breathe
13. Perfect Strangers (Originalinterpret: Deep Purple)
14. Speak to Me
15. Lifting Shadows Off a Dream
16. Anna Lee
17. To Live Forever
18. Metropolis
19. Peruvian Skies
20. Learning to Live
21. A Change of Seasons